# Mahua Dabra Haripura
Mahua Dabra Haripura é um cidade no distrito de Udham Singh Nagar, no estado indiano de Uttaranchal.

## Demografia
Segundo o censo de 2001, Mahua Dabra Haripura tinha uma população de 6110 habitantes. Os indivíduos do sexo masculino constituem 52% da população e os do sexo feminino 48%. Mahua Dabra Haripura tem uma taxa de literacia de 59%, inferior à média nacional de 59.5%: a literacia no sexo masculino é de 68% e no sexo feminino é de 49%. Em Mahua Dabra Haripura, 18% da população está abaixo dos 6 anos de idade.